# Course élite masculine aux championnats du monde de cyclo-cross 2014
La course élite masculine des championnats du monde de cyclo-cross 2014 a eu lieu le 2 février 2014 à Hoogerheide, aux Pays-Bas.

## Classement
| Pos                                | Cycliste               | Pays               |    | Temps           |
| ---------------------------------- | ---------------------- | ------------------ | -- | --------------- |
| Médaille d'or, Coupe du Monde      | Zdeněk Štybar          | République tchèque | en | 1 h 05 min 30 s |
| Médaille d'argent, Coupe du Monde  | Sven Nys               | Belgique           | +  | 12 s            |
| Médaille de bronze, Coupe du Monde | Kevin Pauwels          | Belgique           |    | 40 s            |
| 4.                                 | Klaas Vantornout       | Belgique           |    | 58 s            |
| 5.                                 | Tom Meeusen            | Belgique           |    | 1 min 07 s      |
| 6.                                 | Lars van der Haar      | Pays-Bas           |    | 1 min 21 s      |
| 7.                                 | Rob Peeters            | Belgique           |    | 1 min 42 s      |
| 8.                                 | Francis Mourey         | France             |    | 1 min 52 s      |
| 9.                                 | Radomír Šimůnek junior | République tchèque |    | 2 min 03 s      |
| 10.                                | Wietse Bosmans         | Belgique           |    | 2 min 10 s      |

## Liste des participants
| Légende | Légende                                                            | Légende | Légende                                                    |
| ------- | ------------------------------------------------------------------ | ------- | ---------------------------------------------------------- |
| Num     | Dossard de départ porté par le coureur sur ce Championnat du monde | Pos     | Position à l'arrivée de la course                          |
| NP      | Indique un coureur qui n'a pas pris le départ de la course         |         |                                                            |
| AB      | Indique un coureur qui n'a pas terminé la course                   | HD      | Indique un coureur qui a terminé la course hors des délais |

| Belgique BEL | Belgique BEL           | Belgique BEL |
| ------------ | ---------------------- | ------------ |
| Num          | Coureur                | Pos          |
| 1            | Sven Nys (BEL)         | 2e           |
| 2            | Niels Albert (BEL)     | 20e          |
| 3            | Klaas Vantornout (BEL) | 4e           |
| 4            | Kevin Pauwels (BEL)    | 3e           |
| 5            | Tom Meeusen (BEL)      | 5e           |
| 6            | Rob Peeters (BEL)      | 7e           |
| 7            | Wietse Bosmans (BEL)   | 10e          |

| Suisse SUI | Suisse SUI              | Suisse SUI |
| ---------- | ----------------------- | ---------- |
| Num        | Coureur                 | Pos        |
| 10         | Julien Taramarcaz (SUI) | 14e        |
| 11         | Simon Zahner (SUI)      | 28e        |
| 12         | Marcel Wildhaber (SUI)  | 17e        |
| 13         | Arnaud Grand (SUI)      | 25e        |

| États-Unis USA | États-Unis USA        | États-Unis USA |
| -------------- | --------------------- | -------------- |
| Num            | Coureur               | Pos            |
| 14             | Jeremy Powers (USA)   | 24e            |
| 15             | Timothy Johnson (USA) | AB             |
| 16             | Ryan Trebon (USA)     | 31e            |
| 17             | Jonathan Page (USA)   | 18e            |
| 18             | Zach McDonald (USA)   | AB             |
| 19             | Allen Krughoff (USA)  | 48e            |

| France FRA | France FRA             | France FRA |
| ---------- | ---------------------- | ---------- |
| Num        | Coureur                | Pos        |
| 20         | Francis Mourey (FRA)   | 8e         |
| 21         | Fabien Canal (FRA)     | 27e        |
| 22         | Guillaume Perrot (FRA) | 34e        |
| 23         | Nicolas Bazin (FRA)    | 15e        |
| 24         | Steve Chainel (FRA)    | 21e        |

| Canada CAN | Canada CAN           | Canada CAN |
| ---------- | -------------------- | ---------- |
| Num        | Coureur              | Pos        |
| 25         | Mike Garrigan (CAN)  | 49e        |
| 26         | Aaron Schooler (CAN) | 54e        |

| Pays-Bas NED | Pays-Bas NED              | Pays-Bas NED |
| ------------ | ------------------------- | ------------ |
| Num          | Coureur                   | Pos          |
| 27           | Lars van der Haar (NED)   | 6e           |
| 28           | Thijs van Amerongen (NED) | 16e          |
| 29           | Corné van Kessel (NED)    | 12e          |
| 30           | Thijs Al (NED)            | 26e          |
| 31           | Niels Wubben (NED)        | 23e          |
| 32           | Twan van den Brand (NED)  |              |
| 33           | Eddy van IJzendoorn (NED) | 19e          |

| République tchèque CZE | République tchèque CZE       | République tchèque CZE |
| ---------------------- | ---------------------------- | ---------------------- |
| Num                    | Coureur                      | Pos                    |
| 36                     | Martin Bína (CZE)            | AB                     |
| 37                     | Radomír Šimůnek junior (CZE) | 9e                     |
| 38                     | Ondřej Bambula (CZE)         | AB                     |
| 39                     | Lubomír Petruš (CZE)         | 36e                    |
| 40                     | Zdeněk Štybar (CZE)          | 1er                    |
| 41                     | Vladimír Kyzivát (CZE)       | 42e                    |

| Allemagne GER | Allemagne GER           | Allemagne GER |
| ------------- | ----------------------- | ------------- |
| Num           | Coureur                 | Pos           |
| 42            | Philipp Walsleben (GER) | 11e           |
| 43            | Marcel Meisen (GER)     | 32e           |
| 44            | Sascha Weber (GER)      | 22e           |
| 45            | Michael Schweizer (GER) | 35e           |

| Italie ITA | Italie ITA               | Italie ITA |
| ---------- | ------------------------ | ---------- |
| Num        | Coureur                  | Pos        |
| 46         | Enrico Franzoi (ITA)     | 13e        |
| 47         | Elia Silvestri (ITA)     |            |
| 48         | Bryan Falaschi (ITA)     | 30e        |
| 49         | Luca Braidot (ITA)       |            |
| 50         | Cristian Cominelli (ITA) |            |

| Espagne ESP | Espagne ESP                    | Espagne ESP |
| ----------- | ------------------------------ | ----------- |
| Num         | Coureur                        | Pos         |
| 54          | Javier Ruiz de Larrinaga (ESP) | 33e         |
| 55          | Aitor Hernández (ESP)          | 39e         |

| Japon JPN | Japon JPN           | Japon JPN |
| --------- | ------------------- | --------- |
| Num       | Coureur             | Pos       |
| 56        | Yu Takenouchi (JPN) | 37e       |
| 57        | Hikaru Kosaka (JPN) | 51e       |

| Royaume-Uni GBR | Royaume-Uni GBR      | Royaume-Uni GBR |
| --------------- | -------------------- | --------------- |
| Num             | Coureur              | Pos             |
| 58              | Ian Field (GBR)      | 29e             |
| 59              | David Fletcher (GBR) | 46e             |

| Luxembourg LUX | Luxembourg LUX         | Luxembourg LUX |
| -------------- | ---------------------- | -------------- |
| Num            | Coureur                | Pos            |
| 60             | Christian Helmig (LUX) | 45e            |

| Slovaquie SVK | Slovaquie SVK        | Slovaquie SVK |
| ------------- | -------------------- | ------------- |
| Num           | Coureur              | Pos           |
| 61            | Martin Haring (SVK)  | 38e           |
| 62            | Róbert Gavenda (SVK) | 47e           |
| 63            | Vaclac Metlika (SVK) |               |

| Nouvelle-Zélande NZL | Nouvelle-Zélande NZL   | Nouvelle-Zélande NZL |
| -------------------- | ---------------------- | -------------------- |
| Num                  | Coureur                | Pos                  |
| 64                   | Alexander Revell (NZL) | 52e                  |
| 65                   | Angus Edmond (NZL)     | 53e                  |

| Australie AUS | Australie AUS   | Australie AUS |
| ------------- | --------------- | ------------- |
| Num           | Coureur         | Pos           |
| 66            | Nick Both (AUS) | 55e           |

| Norvège NOR | Norvège NOR        | Norvège NOR |
| ----------- | ------------------ | ----------- |
| Num         | Coureur            | Pos         |
| 67          | David Quist (NOR)  | 57e         |
| 68          | Morten Vaeng (NOR) | 56e         |

| Pologne POL | Pologne POL       | Pologne POL |
| ----------- | ----------------- | ----------- |
| Num         | Coureur           | Pos         |
| 69          | Mariusz Gil (POL) | 41e         |

| Danemark DEN | Danemark DEN         | Danemark DEN |
| ------------ | -------------------- | ------------ |
| Num          | Coureur              | Pos          |
| 70           | Kenneth Hansen (DEN) | 44e          |

| Suède SWE | Suède SWE            | Suède SWE |
| --------- | -------------------- | --------- |
| Num       | Coureur              | Pos       |
| 71        | Calle Friberg (SWE)  | 40e       |
| 72        | Magnus Darvell (SWE) | 50e       |

| Estonie EST | Estonie EST      | Estonie EST |
| ----------- | ---------------- | ----------- |
| Num         | Coureur          | Pos         |
| 73          | Martin Loo (EST) | 43e         |